# واترلو (آيوا)
واترلو (بالإنجليزية: Waterloo, Iowa)، هي مدينة في ولاية آيوا الأمريكية، تُعد المركز الإداري لمقاطعة بلاك هوك. تحتل المرتبة الثامنة من حيث عدد السكان في الولاية، إذ بلغ عدد سكانها 67,314 نسمة حسب تعداد عام 2020.
تشكل واترلو وحدة حضرية مزدوجة مع مدينة سيدار فولز المجاورة، وتُعد الأكبر بينهما. ويُقدّر عدد سكان المنطقة الحضرية المشتركة بين المدينتين بنحو 170,000 نسمة.
تُعتبر واترلو من أبرز المراكز الصناعية والتجارية والثقافية في شمال شرق آيوا، ويُطلق عليها لقب "مدينة المصانع" بفضل تاريخها الطويل في تصنيع المعدات الزراعية التابعة لعلامة جون دير، والذي يمتد لأكثر من مئة عام. يعبر نهر سيدار المدينة منقسمًا إياها إلى قسمين أثناء جريانه باتجاه الجنوب الشرقي.

## التركيبة السكانية
قام مكتب تعداد الولايات المتحدة بتحديد بيانات التركيبة السكانية لواترلو في تعداد الولايات المتحدة. في ما يلي، التركيبة السكانية حسب تعدادي 2000 و2010.

### تعداد عام 2000
بلغ عدد سكان واترفورد 4,048 نسمة بحسب تعداد عام 2000، وبلغ عدد الأسر 1,561 أسرة وعدد العائلات 1,139 عائلة مقيمة في القرية. في حين سجلت الكثافة السكانية 1,645.1 نسمة لكل ميل مربع (635.2/كم2). وبلغ عدد الوحدات السكنية 1,628 وحدة بمتوسط كثافة قدره 661.6 نسمة لكل ميل مربع (255.4/كم2).
وتوزع التركيب العرقي للقرية بنسبة 98.15% من البيض و 0.22% من الأمريكيين الأصليين و 0.20% من الأمريكيين ذوي الأصول الآسيوية و 0.27% من الأمريكيين الأفارقة و 0.74% من عرقين مختلطين أو أكثر.
بلغ عدد الأسر 1,561 أسرة كانت نسبة 36.9% منها لديها أطفال تحت سن الثامنة عشر تعيش معهم، وبلغت نسبة الأزواج القاطنين مع بعضهم البعض 59.8% من أصل المجموع الكلي للأسر، ونسبة 9.0% من الأسر كان لديها معيلات من الإناث دون وجود شريك، وكانت نسبة 27.0% من غير العائلات. تألفت نسبة 21.9% من أصل جميع الأسر من أفراد ونسبة 8.5% كانوا يعيش معهم شخص وحيد يبلغ من العمر 65 عاماً فما فوق. وبلغ متوسط حجم الأسرة المعيشية 3.03، أما متوسط حجم العائلات فبلغ 2.59.
بلغ العمر الوسطي للسكان 35 عاماً. وكانت نسبة 28.4% من القاطنين تحت سن الثامنة عشر، وكانت نسبة 5.7% بين الثامنة عشر والأربعة وعشرون عاماً، ونسبة 32.7% كانت واقعةً في الفئة العمرية ما بين الخامسة والعشرون حتى والأربعة وأربعون عاماً، ونسبة 21.2% كانت ما بين الخامسة والأربعون حتى الرابعة والستون، ونسبة 12.1% كانت ضمن فئة الخامسة والستون عاماً فما فوق. يوجد لكل 100 أنثى 97.3 ذكر، ويوجد لكل 100 أنثى في الثامنة عشر من عمرها فما فوق 96.5 ذكر.
بلغ متوسط دخل الأسرة في القرية 55,804 دولار، أما متوسط دخل العائلة فبلغ 64,453 دولار. وكان متوسط دخل الذكور 44,417 دولار مقابل 27,917 دولار للإناث. وسجل دخل الفرد الخاص بالقرية 22,741 دولار. وكانت نسبة 0.9% من العائلات ونسبة 3.0% من السكان تحت خط الفقر، وكان من هؤلاء نسبة 0.6% تحت سن الثامنة عشر ونسبة 7.2% في الخامسة والستين من العمر وما فوق.

### تعداد عام 2010
بلغ عدد سكان واترفورد 5,368 نسمة بحسب تعداد عام 2010، وبلغ عدد الأسر 2,114 أسرة وعدد العائلات 1,483 عائلة مقيمة في القرية. في حين سجلت الكثافة السكانية 2,080.6 نسمة لكل ميل مربع (803.3/كم2). وبلغ عدد الوحدات السكنية 2,272 وحدة بمتوسط كثافة قدره 880.6 لكل ميل مربع (340.0/كم2).
وتوزع التركيب العرقي للقرية بنسبة 97.0% من البيض و 0.2% من الأمريكيين الأصليين و 0.7% من الأمريكيين ذوي الأصول الآسيوية و 0.4% من الأمريكيين الأفارقة و 1.0% من عرقين مختلطين أو أكثر.
بلغ عدد الأسر 2,114 أسرة كانت نسبة 36.1% منها لديها أطفال تحت سن الثامنة عشر تعيش معهم، وبلغت نسبة الأزواج القاطنين مع بعضهم البعض 55.6% من أصل المجموع الكلي للأسر، ونسبة 10.2% من الأسر كان لديها معيلات من الإناث دون وجود شريك، بينما كانت نسبة 4.4% من الأسر لديها معيلون من الذكور دون وجود شريكة وكانت نسبة 29.8% من غير العائلات. تألفت نسبة 24.4% من أصل جميع الأسر من أفراد ونسبة 12.1% كانوا يعيش معهم شخص وحيد يبلغ من العمر 65 عاماً فما فوق. وبلغ متوسط حجم الأسرة المعيشية 3.04، أما متوسط حجم العائلات فبلغ 2.54.
بلغ العمر الوسطي للسكان 39.6 عاماً. وكانت نسبة 27.2% من القاطنين تحت سن الثامنة عشر، وكانت نسبة 5.9% بين الثامنة عشر والأربعة وعشرون عاماً، ونسبة 26.2% كانت واقعةً في الفئة العمرية ما بين الخامسة والعشرون حتى والأربعة وأربعون عاماً، ونسبة 25.6% كانت ما بين الخامسة والأربعون حتى الرابعة والستون، ونسبة 15% كانت ضمن فئة الخامسة والستون عاماً فما فوق. وتوزع التركيب الجنسي للسكان بنسبة 48.5% ذكور و51.5% إناث.